# Rip Curl Women's Pro Saint-Leu
Le Rip Curl Women's Pro Saint-Leu est une compétition de surf féminin qui s'est tenue du 24 au 30 juin 1996 sur l'île de La Réunion, département d'outre-mer français dans le sud-ouest de l'océan Indien. Organisé à Saint-Leu, une commune de l'ouest de l'île, il s'est disputé dans la baie de Saint-Leu, qui baigne le centre-ville. Il constituait le quinzième événement de l'édition 1996 de l'ASP World Tour, le principal championnat organisé par l'Association des surfeurs professionnels. Il a été remporté par l'Américaine Lisa Andersen, qui s'est imposée en finale contre la Brésilienne Tita Tavares et a ainsi signé sa première victoire de la saison.

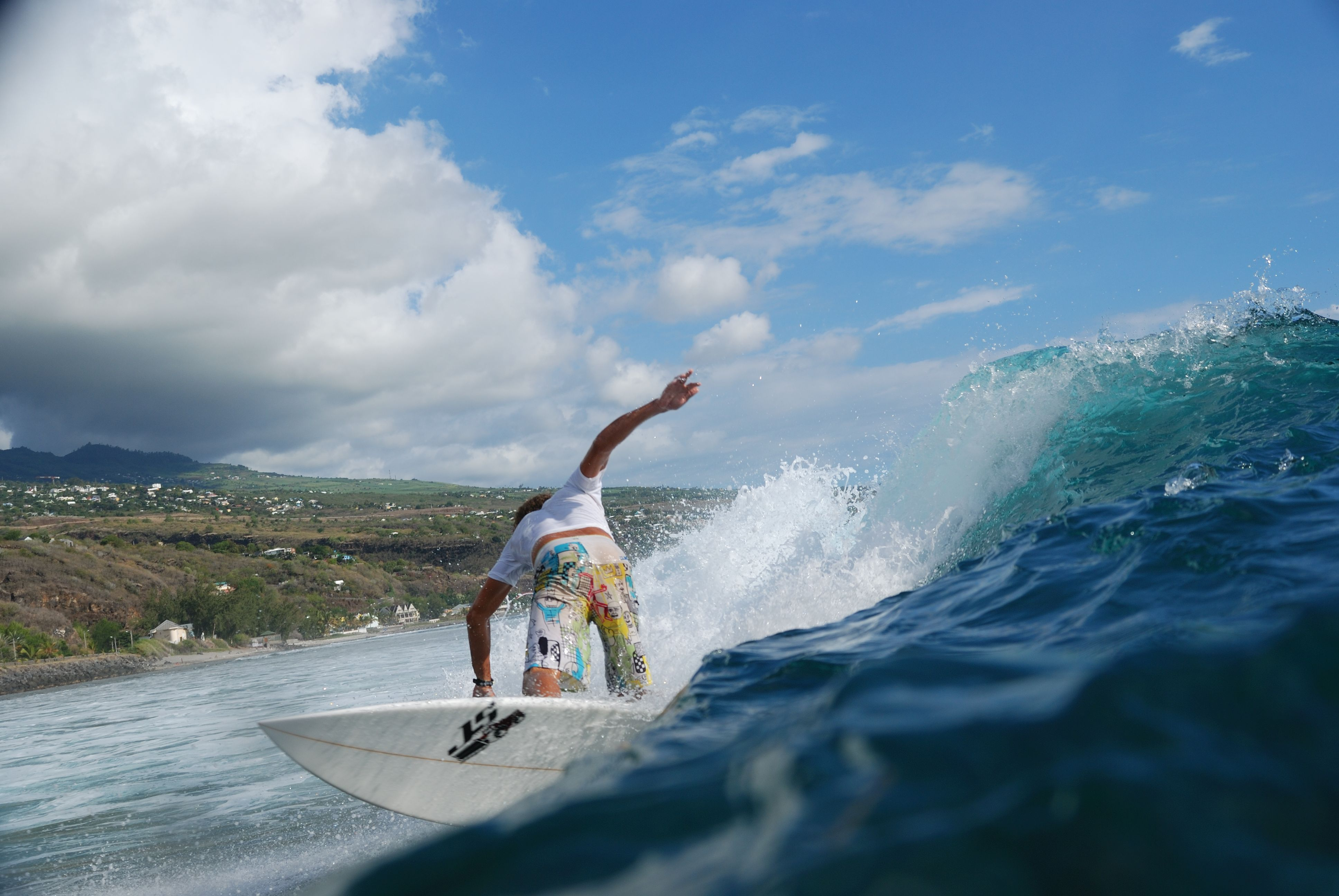
Surf à Saint-Leu